# Адолф фон Салм-Грумбах
Адолф фон Салм-Грумбах (на немски: Adolf fon Salm-Grumbach; * 1614; † 16 ноември 1668) е граф на Салм и вилд- и Рейнграф в Грумбах и Рейнграфенщайн (до Бад Кройцнах в Рейнланд-Пфалц), Гревайлер и Щайн.

## Произход
Той е син на вилд- и рейнграф Йохан фон Салм-Грумбах-Рейнграфенщайн (1582 – 1630) и съпругата му графиня Анна Юлиана фон Мансфелд-Хинтерорт (1591 – 1626), дъщеря на граф Ернст VI фон Мансфелд-Хинтерорт (1561 – 1609) и вилд и рейнграфиня Юлиана фон Кирбург-Пютлинген (1551 – 1607). Внук е на вилд и рейнграф Йохан Кристоф фон Даун-Грумбах-Рейнграфенщайн (1555 – 1585) и графиня Доротея фон Мансфелд-Айзлебен (1549 – 1581/1626).
Брат е на Юлиана фон Салм-Грумбах (1616 – 1647), омъжена 1641 г. (и разведена) за пфалцграф и херцог Георг Вилхелм фон Пфалц-Биркенфелд (1591 – 1669).
Адолф фон Салм-Грумбах умира на 16 ноември 1668 г. на 54 години и е погребан в църквата в Зулцбах.

## Фамилия
Адолф фон Салм-Грумбах се жени 1640 г. за Анна Юлиана фон Салм-Даун-Щайн (1622 – 1667), сестра на рейнграф Йохан Лудвиг фон Салм-Даун (1620 – 1673), дъщеря на вилд- и рейнграф Волфганг Фридрих фон Салм-Даун (1589 – 1638) и графиня Елизабет фон Золмс-Браунфелс (1593 – 1637). Те имат 16 деца:
- Георг Фридрих (* 4 април 1641; † 1687), граф на Салм, вилд и рейнграф в Грумбах, неженен
- Леополд Филип Вилхелм фон Салм-Грумбах (* 26 декември 1642; † 25 август 1719), граф на Салм, вилд и рейнграф в Грумбах, женен на 23 септември 1673 г. за графиня и вилд и рейнграфиня фон Фридерика Юлиана фон Кирбург (* 9 октомври 1651; † 7 февруари 1705)
- Фридрих Вилхелм фон Салм (* 11 ноември 1644; † 24 май 1706), граф на Салм, вилд- и рейнграф в Рейнграфенщайн и Гаугревайлер, женен на 25 юли 1684 г. за графиня Луиза Шарлота фон Лайнинген-Вестербург (* 4 април 1654; † 5 април 1724)
- Йохан Георг (* 11 ноември 1647; † 1687), неженен
- Йохан Адолф (*/† 26 ноември 1657?)
- Адолф Хайнрих (* 19 октомври 1663; † млад)
- Мориц † млад)
- Мария Магдалена (* 20 октомври 1645; † 1646)
- Елизабет (* 4 ноември 1646; † млада)
- Амалия Кристина (* 30 ноември 1648; † сл. 1668)
- Юлиана (* 1 февруари 1650; † 20 март 1721), омъжена 1670 г. за фрайхер Рудолф Вилхелм цу Щубенберг (* 2 януари 1643; † 28 януари 1677)
- Доротея София (* 24 април 1651; † 1651)
- Анна Амалия (* 9 декември 1652; † 1701/06)
- Анна Доротея (* 31 март 1654; † 27 юни 1705)
- Елеонора Кристиана (* 4 май 1656; † ?)
- Анна Елизабет (* 3 юли 1660; † ?)